# Leonor Arfuch
Leonor Arfuch, Buenos Aires, Argentina, fallecida el 17 de octubre de 2021, fue una socióloga, intelectual latinoamericana, investigadora y profesora en la Universidad de Buenos Aires. Su producción de conocimiento se enfocó en trabajar temas sobre las subjetividades, lo autobiográfico y las interrelaciones entre narrativa, identidad y memoria, donde resalta su visión de la entrevista entendida como invención dialógica y del espacio biográfico como categoría para dar cuenta de la hibridación de textualidades que caracteriza nuestra cultura.

## Trayectoria académica.
Arfuch fue doctora en Letras por la Universidad de Buenos Aires, se desempeñó como profesora titular regular de las materias; Política, nueva subjetividad y discurso. Problemas teóricos y debates contemporaneos, en la carrera de sociología de la Facultad de Ciencias Sociales en la Universidad Autónoma de Buenos Aires(UBA). También se desempeñó como profesora del programa de doctorado de la misma facultad.
Fue profesora invitada en la Universidad de Essex, en la Universidad Nacional Autónoma de México, así como en la Universidad Autónoma Metropolitana y varias universidades argentinas y latinoamericanas.
Dedicó muchos años de su vida en reflexionar acerca de las memorias, principalmente sobre aquellas por las marcas traumáticas de la dictadura militar argentina, así como las subjetividades y la presencia de lo biográfico como un rasgo característico del presente. Esta pensadora también se centró en analizar los géneros discursivos y mediáticos, de las prácticas artísticas y de la cultura visual. Fue una de las primeras pensadoras en realizar un estudio comparativo sobre la cobertura periodística del Juicio a las Juntas militares (1989), que dio la pauta para trabajos posteriores sobre el tema.

Con relación al género biográfico menciona:
En el registro fugaz de la existencia que podríamos llamar la tentación biográfica, tal como se da en la biografía, a diferencia de otros géneros afines: ¿Qué tentación anima a la biografía? ¿Qué es lo que lleva a andar sobre los pasos de un otro? ¿Es la atracción de una vida, la admiración por una obra, la fascinación por un personaje? Las respuestas varían según los biógrafos –y por cierto, según los biografiados-, en una parábola espacio/ temporal que va de las Vidas paralelas de Plutarco a ambas orillas del canal -Inglaterra y Francia- , donde John Aubrey dialoga con las Vidas imaginarias de Marcel Schwob; Borges con este último; Lytton Strachey se ocupa de los Victorianos eminentes y Michael Holroyd de Lytton; Roland Barthes nos cuenta de un personaje de novela que lleva su nombre y François Dosse cruza las biografías de Deleuze/Guattari y narra, sin conocerlo personalmente, la vida intelectual de Paul Ricoeur. Una verdadera conversación grupal, que se va entramando hasta nuestros días, y que muestra la actualidad de la biografía, que quizá se explique en la respuesta que podamos dar a estas preguntas: ¿Qué nos lleva a atisbar, como lectores, esas vidas ajenas, confundidas tal vez con sus obras o en su simple devenir? ¿Qué es lo que sostiene la pasión del género al cabo de los siglos y hasta hoy?

## Obras
Entre sus obras destacan:
- La interioridad pública (1992)
- La entrevista, una invención dialógica (1995)
- Diseño y comunicación. Teorías y enfoques críticos (en coautoría, 1997)
- Crímenes y pecados. De los jóvenes en la crónica policial (1997)
- El espacio biográfico. Dilemas de la subjetividad contemporánea (2002)
- Crítica cultural entre política y poética (2008)
- Memoria y autobiografía. Exploraciones en los límites (2013)

## Premios y reconocimientos
- En el año 1997 obtuvo la Beca Thalmann, Programa I de Profesores Regulares, para perfeccionamiento docente y académico en el Centre for theoretical studies in the Humanities and the Social Sciences, Essex University, Inglaterra.
- En 2004 obtuvo el British Academy Professorship Award para una estadía de investigación en Essex University. En 2007 obtuvo la beca Guggenheim con el proyecto “Identidad, subjetividad, memoria. Narrativas del pasado reciente”.
- Fue integrante del Steering Committee de la International Auto/Biography Association (IABA) Section Americas (desde 2013).
- Fue integrante del Comité Cientifico del Ateliê da Rede LAIIT, UFRJ, Rio de Janeiro, 2014.
- Fue integrante  del  Comité  Científico  del  VI  Congreso  Internacional  de  Pesquisa  Autobiográfica(CIPA), Río de Janeiro, Noviembre 2014.
- Fue integrante de la Comisión Consultora sobre el campo disciplinar de la Asociación Argentina de Semiótica (desde 2014).[3]